# Belville (Carolina do Norte)
Belville é uma cidade  localizada no estado norte-americano de Carolina do Norte, no Condado de Brunswick.

## Demografia
Segundo o censo norte-americano de 2000, a sua população era de 285 habitantes. 
Em 2006, foi estimada uma população de 418, um aumento de 133 (46.7%).

## Geografia
De acordo com o United States Census Bureau, a localidade tem uma área de 10,7 km², dos quais 10,5 km² cobertos por terra e 0,2 km² cobertos por água.

## Localidades na vizinhança
O diagrama seguinte representa as localidades num raio de 12 km ao redor de Belville. 